# Abassi
 Abbassi  ou Abacis
Nome de uma antiga moeda persa, cunhada em prata. Primeiro cunhadas e nomeadas em homenagem ao soberano Shah Abbas I (ou Abas I, 1587-1629), as moedas tinham, no início, o peso de 9.3 g (metal da máxima pureza). 50 abbassi (ou abbasi) eram equivalentes a um toman.